# 4622 Solovjova
4622 Solovjova eller 1979 WE2 är en asteroid i huvudbältet som upptäcktes den 16 november 1979 av den ryska astronomen Ljudmila Tjernych vid Krims astrofysiska observatorium på Krim. Den är uppkallad efter Sergej Solovjov.
Asteroiden har en diameter på ungefär 11 kilometer.